# Karen Lachmann
Karen Vilhelmine Lachmann (* 30. Mai 1916 in Peking; † 30. September 1962 in Gentofte) war eine dänische Fechterin. 

## Leben
Die in Peking geborene Tochter eines Ingenieurs wuchs durch die Heirat der Mutter mit dem Lithographen Aksel Lachmann mit ihren beiden Schwestern in einer wohlhabenden jüdischen Familie auf. Dies ermöglichte ihr schon früh, bei dem französischstämmigen Fechtmeister L. Mahaut privaten Fechtunterricht zu nehmen sowie ihren Sport beim Københavns Dame Fægteklub fra 1898 auszuüben.
Im Laufe ihrer Karriere nahm sie viermal an Olympischen Spielen teil, bei denen sie immer die Endrunde erreichte. Nachdem sie im Florett-Dameneinzel 1936 den fünften Platz belegt hatte, gewann sie bei den Olympischen Spielen 1948 die Silber- und 1952 die Bronzemedaille.
Auf Grund ständiger Rückenbeschwerden musste sie sich mehreren Operationen unterziehen, wobei ihr unter anderem ein Knochenstück aus dem Schienbein in den Rücken implantiert wurde. Dennoch konnte sie ihre Karriere auf höchstem Niveau fortsetzen. Neben weiteren internationalen Erfolgen wie dem WM-Titel im Einzelwettbewerb 1954 gewann sie von 1951 bis 1957 ununterbrochen die dänische Meisterschaft im Florettfechten. Nach einer weiteren schweren Operation im Jahre 1958 beendete sie im darauf folgenden Jahr mit ihrer letzten nationalen Einzelmeisterschaft ihre aktive Laufbahn. 
Bis zu ihrem Tod 1962 war sie Funktionärin des Dänischen Sportbunds (Danske Idræts-Forbunds, kurz DIF).

## Statistik
Olympische Spiele
1936 in Berlin
- Fünfter Platz im Florett-Einzel

1948 in London
- Silber im Florett-Einzel

1952 in Helsinki
- Bronze im Florett-Einzel

1956 in Melbourne
- Sechster Platz im Florett-Einzel

Fechtweltmeisterschaften
1937 in Paris
- Bronze mit der Florett-Mannschaft

1947 in Lissabon
- Gold mit der Florett-Mannschaft

1948 in Den Haag
- Gold mit der Florett-Mannschaft

1949 in Kairo
- Silber im Florett-Einzel

1951 in Stockholm
- Silber im Florett-Einzel

1954 in Luxemburg
- Gold im Florett-Einzel